# کوه اسکوپوس
کوه اسکوپوس (به عبری: הר הצופים تلفظ: هار هتسوفیم) به معنای «کوه دیده‌وران»، نام کوهی با ارتفاع ۸۲۶ متر ارتفاع از سطح دریا است که در بخش شمال شرقی اورشلیم واقع شده‌است.

## دانشگاه عبری اورشلیم
در تاریخ ۱ آوریل ۱۹۲۵ میلادی و در دوران قیمومیت بریتانیا بر فلسطین، برای نخستین بار، دانشگاه عبری اورشلیم با حضور بزرگان علم و ادب یهود از سراسر جهان، بر روی کوه اسکوپوس گشایش یافت.
در جنگ استقلال اسرائیل در سال ۱۹۴۸ میلادی، بخش شرقی اورشلیم به تصرف ارتش اردن درآمد و از این روی دولت اسرائیل، شعبه دانشگاه عبری را بر روی تپه رام برپا کرد.

## مرکز درمانی هداسا
یکی از پرآوازه‌ترین بیمارستان‌های جهان، به نام مرکز درمانی هداسا، در دو شعبه در شرق و غرب اورشلیم واقع شده‌است. شعبه شرقی بیمارستان هداسا در سال ۱۹۳۹ میلادی، بر کوه‌پایه‌های کوه اسکوپوس بنا شد.

## دانشگاه بریگهم یانگ
در سال ۱۹۸۹ میلادی، بزرگ‌ترین دانشگاه مذهبی در ایالات متحده آمریکا به نام دانشگاه بریگهم یانگ، که متعلق به کلیسای مورمون است، شعبهٔ دانشکده خود را بر روی کوه اسکوپس افتتاح کرد.

## پروژۀ غربالگری حرم شریف
پس از اینکه در سال ۱۹۹۹م. زاکای ایتسخاگ دیویغا، و دوستانش، نخاله‌های ساختمانی خارج شده، در هنگام ساخت مسجد المروانی (1996-1999)، را غربال کردند، بازرسان اداره آثار باستانی اسرائیل از ادامه کار آن‌ها ممانعت کردند؛ اما آن‌ها موفق شدند مقداری دادهای فرهنگی را از دپوی نخاله‌ها به دست بیاورند، سپس این داده‌ها را در کنفرانسی در مورد مطالعات جدید دربارۀ اورشلیم به نمایش گذاشتند و گزارش آن‌ها طوفانی را در سالن کنفرانس به راه انداخت.
در ادامه زاکای با همکاری گابریل بارکای، یکی از باستان شناسان شناخته شدۀ اسرائیل، برای فراهم کردن بودجه و دریافت مجوز حدود پنج سال تلاش کردند. و در نهایت در سال ۲۰۰۴م. موفق به کسب مجوز شدند و ۲۸۵ کامیون آوار حاصل از حرم شریف را به زمینی خالی در دامنه کوه اسکوپوس اورشلیم منتقل کردند، و در این محل، گروه باستان‌شناسی به سرپرستی زاکای دویغا سطل به سطل خاک و آوار برداشته شده از حرم شریف را غربال و بررسی کردند.